# Babice nad Svitavou
Babice nad Svitavou är en ort i Tjeckien.   Den ligger i distriktet Okres Brno-Venkov och regionen Södra Mähren, i den östra delen av landet, 190 km sydost om huvudstaden Prag. Babice nad Svitavou ligger 445 meter över havet och antalet invånare är 861.
Terrängen runt Babice nad Svitavou är kuperad åt sydväst, men åt nordost är den platt. Runt Babice nad Svitavou är det ganska tätbefolkat, med 111 invånare per kvadratkilometer. Närmaste större samhälle är Brno, 11,7 km sydväst om Babice nad Svitavou. I omgivningarna runt Babice nad Svitavou växer i huvudsak blandskog.